# 雷切尔·墨索里尼
雷切尔·墨索里尼（1890年4月11日—1979年1月30日），意大利人，贝尼托·墨索里尼的第二任妻子。

## 生平
她出生于意大利的一个叫普雷达皮奥的小镇农家，婚前的本名是：。雷切尔在1910年开始与贝尼托·墨索里尼同居，并于1915年正式结婚。雷切尔共为丈夫生下了五个孩子，同时她也愿意忽略掉拈花惹草的丈夫不同时期的各式各样的情人，她始终保持着对丈夫的的忠诚，直到最后。雷切尔被外界普遍描绘成一个模范型的法西斯式的家庭主妇和母亲。
1945年，轴心国已完全失去了对意大利的控制，雷切尔也如同她丈夫一样，在从意大利北部逃往瑞士的途中被意大利游击队逮捕，但她并没有落到與丈夫相同的下場，她被移交给了美军并在几个月后被释。
雷切尔在战后开了一间餐厅，直到去世。
贝尼托·墨索里尼被处决后，出于政治因素考虑，意大利政府将墨索里尼的尸体扣押，她多次要求政府归还尸体使墨索里尼能在他的故乡普雷达皮奥下葬，意大利政府最终在1957年归还了墨索里尼的尸体并同意在其出生地普雷达皮奥下葬。

## 家庭
雷切尔和贝尼托·墨索里尼生的五个孩子分别是：
- 埃达（Edda），1910年—1995年
- Vittorio，1916年—1997年
- Bruno，1918年—1941年
- Romano，1927年—2006年
- Anna Maria，1929年—1968年